# Aljezur
Aljezur là một đô thị thuộc quận Faro, Bồ Đào Nha. Đô thị này có diện tích 323 km², dân số thời điểm năm 2001 là 5288 người.